# The Gits
The Gits est un groupe de punk rock américain, originaire de Seattle, dans l'État de Washington. Il est actif de 1986 à 1993. Formé en 1986 et originaire de l'Ohio, il était composé de la chanteuse Mia Zapata, du guitariste Joe Spleen, du bassiste Matthew Fred Dresdner et du batteur Steve Moriarty. Le groupe se sépara en 1993, à la suite du viol et du meurtre de sa chanteuse, crimes qui seront élucidés plus de dix ans plus tard, en 2004.
Les membres restant du groupe forment Dancing French Liberals of '48 avec Joe Spleen au chant. Ils sortirent l'album Powerline en 1995. Ils réalisèrent également plusieurs concerts sous le nom de Evil Stig avec Joan Jett au chant afin de récolter des fonds pour retrouver le meurtrier de Mia.

## Biographie
Le groupe est formé à Yellow Springs, en Ohio, en 1986,, et plus précisément à l'Antioch College, une école d'arts. Ils se nomment Snivelling Little Rat Faced Gits (en référence au Monty Python), mais raccourcissent par la suite leur nom en The Gits.
En 1988, ils enregistrent et autoproduisent un album « non officiel » intitulé Private Lubs avec l'aide de leur ami Ben London (futur membre du groupe Alcohol Funnycar et en solo). Ces enregistrements ne verront le jour qu'à partir de 1996 après la réédition de l'album par le label Broken Rekids sous le titre Kings and Queens,. Après s'être délocalisé à Seattle, dans l'État de Washington, en 1989, le groupe baptise The Rathouse, une maison abandonnée dans le district de Capitol Hill dans laquelle le groupe vit et répète,.
Leur premier enregistrement officiel s'intitule Precious Blood publié au label local Big Flaming Ego Records. Ce single est rapidement suivi par d'autres : Second Skin] chez Broken Rekids (1991), Spear and Magic Helmet chez Empty Records (1991), et la compilation Bobbing For Pavement (Rathouse/Broken Rekids, 1991).
En 1992, le groupe enregistre et publie son premier album, Frenching the Bully. Ils se séparent en 1993 après le meurtre de Zapata.

## Discographie
- 1992 : Frenching the Bully (réédité en 2003)
- 1994 : Enter: The Conquering Chicken (réédité en 2003)
- 1996 : Kings and Queens
- 2000 : Seafish Louisville